# Samuhú
Samuhú est une localité argentine située dans la province du Chaco et dans le département de Bermejo.

## Démographie
Sa population était de 1 196 habitants (Indec, 2001), ce qui représente une croissance de 5 % par rapport au recensement précédent de 1991 qui comptait 1 027 habitants. Dans la municipalité, le total s'élevait à 2 223.